# Gamma Rays
«Gamma Rays» es una canción interpretada por la banda británica Temples. Fue publicada el 11 de enero de 2023 como el sencillo principal de su próximo cuarto álbum de estudio Exotico. Es la primera canción de la banda en 2 años, luego del lanzamiento de «Paraphernalia» en 2020.

## Antecedentes
El 11 de enero de 2023, la banda anunció su cuarto álbum de estudio, Exotico, cuyo lanzamiento estaba previsto para el 14 de abril de 2023. «Gamma Rays» fue publicado como el sencillo principal del álbum el mismo día.

## Video musical
El sencillo fue acompañado por un videoclip dirigido por Molly Daniel. Fue filmado en Benidorm, España. Daniel declaró: “Rodar en Benidorm fue inspirador. Es un espacio muy surrealista y futurista—¡como si Margate se encontrara con Las Vegas y el fin del mundo! Quería un video que se sintiera rápido y te llevara en un viaje a través de algunos lugares geniales”.

## Recepción de la crítica
El crítico de la revista Far Out, Sam Kemp, la describió como “bañada por el sol y cargada de ritmo”. El editor de la revista Billboard, Joe Lynch, describe «Gamma Rays» como “un viaje musculoso pero travieso al espacio exterior a través de la lente de la era de Floyd de A Saucerful of Secrets”. Bill Pearis, contribuidor de BrooklynVegan, llamó a la canción “soleada y maravillosa”.